# خانه عبدالمحمد حق نگهدار
خانه حاج عبدالمحمد حق نگهدار مربوط به دوره قاجار است و در شیراز، محله گود عربان، کوچه مسجد حاج میرزا کریم واقع شده و این اثر در تاریخ ۱۰ خرداد ۱۳۸۲ با شمارهٔ ثبت ۹۰۰۶ به‌عنوان یکی از آثار ملی ایران به ثبت رسیده است.